# ديفيد إليوت كييز
ديفيد إليوت كييز (مواليد 4 ديسمبر 1956 في بروكلين) هو عالم كمبيوتر أمريكيّ وعالم رياضيات تطبيقية ومهندس.

## السيرة العلمية

### الشهادات
- حاصل على درجة البكالوريوس في الهندسة الميكانيكيّة وهندسة الطيران من جامعة برينستون عام 1978.
- حاصل على الماجستير في الرّياضيات التطبيقيّة عام 1979 من جامعة هارفارد.
- حاصل على الدكتوراه في الرياضيات التطبيقية في عام 1984.[8]

### المناصب
- كان أستاذ مساعد في جامعة ييل في عام 1986، وكأستاذ مشارك في عام 1990 كأستاذ مشارك.
- كان أستاذ للرياضيات التطبيقية وأستاذًا مساعدًا في جامعة أولد دومينيون في نورفولك (فيرجينيا) وجامعة كولومبيا، من عام 2003 إلى عام 2011.
- يعمل حاليا أستاذاً في جامعة الملك عبد الله للعلوم والتكنولوجيا (كاوست) منذ عام 2009 ومدير مركز الحوسبة الفائقة.[9]
- شغل منصب مشارك أول لرئيس جامعة الملك عبد الله للعلوم والتقنية منذ 2019.

تعامل كييز مع الحلول العددية للمعادلات التفاضلية الجزئية على أجهزة الحوسبة المتوازية الضخمة ومشكلات البرامج ذات الصلة، ومن بين الأمور الأخرى تعامل مع نيوتن-كريلوف-شوارتز (NKS) وخوارزميات شوارز الإضافية لشرط نيوتن المسبق الغير دقيق (ASPIN) وطرق الجبر السريعة متعدد الأقطاب (AFM)، وتعامل مع خوارزميات تخطيط المنطقة ومحاكاة عمليات الاحتراق، والديناميكا المغنطيسية المائية، وتعامل مع استخدام تطبيقات النقل الحراري في الديناميكا الهوائية ونمذجة أداء الكمبيوتر. كان يعمل في مركز أبحاث ناسا لانغلي في هامبتون (فيرجينيا) في التسعينيات.

## الجوائز
- حصل على جائزة سيدني فيرنباخ في عام 2007.[11]
- حصل على جائزة الباحث الشاب الرئيسي من مؤسسة العلوم الوطنية في عام 1989.
- حاصل على زمالة جمعية الرياضيات الصناعية والتطبيقية منذ (2011).
- حصل على جائزة جوردون بيل من قبل جمعية الحاسوب IEEE في عام 1999.[12]
- تم انتخابه زميلًا في الجمعية الأمريكية لتقدم العلوم (AAAS).[13]